# Henryk Szylkin
Henryk Szylkin (ur. 1 listopada 1928 w Santoce koło Wilna, zm. 16 stycznia 2022 w Zielonej Górze.) – polski poeta.
Był z zawodu nauczycielem. Ukończył filologię polską na Uniwersytecie Wrocławskim. Debiutował jako poeta na łamach tygodnika "WTK" w 1954 roku. Od 1955 roku mieszkał w Zielonej Górze. Inicjator powołanego w 1989 roku Oddziału Towarzystwa Miłośników Wilna i Ziemi Wileńskiej. Był prezesem tego Towarzystwa, które prowadziło działalność edytorską w zakresie publikacji i popularyzowania twórczości polskich poetów zamieszkałych na Litwie. Należał do Związku Literatów Polskich w latach 1962-1993, od 1994 roku był członkiem Stowarzyszenia Pisarzy Polskich. Jego utwory tłumaczono na języki: białoruski, litewski, łotewski, niemiecki, rosyjski i ukraiński. 
Laureat Lubuskiej Nagrody Kulturalnej w 1979 roku oraz dyplomu honorowego Lubuskiego Wawrzynu Literackiego 2016 za całokształt twórczości.

## Tomiki poezji[5]
- Kolory wzruszeń (1958)
- Krajobrazy i miłość (1963)
- Przyjście dłoni (1965)
- Wymiary (1970)
- Zapis ognia (1977)
- Santakos mozaika (1981, po litewsku)
- Galeria niepokoju (1984)
- Psalmy ostateczne (1990)
- Itaka dzieciństwa (1990)
- W stronę Ostrej Bramy (1992)
- Apokaliptyczny krąg (1993)
- Gdzie sen nawet boli (1994)
- Poszukując nadziei (1996)
- Miara niepokoju (1998)
- Ostrobramska z Drzonkowa (1998)
- Sosny i kamienie (2001)
- Krzyże i kurhany (2002)
- Gniazda pamięci (2003)
- Sonety i pieśni (2004)
- Powroty krajobrazów (2005)
- Żejmiana (2006)
- Słowa i obrazy (2007)
- Santoka (2008)
- Wiersze rozproszone (2009)
- Sonety ostrobramskie (2010)
- Strzały pod Łuknem (2013)